# Божский
Божский — древний город на Южном Буге. Первое упоминание о Божском в Киевском княжестве датируется в летописях 1146 годом. Он был пограничной крепостью Руси, к югу от него начиналась половецкая степь. Уже в 1148 году киевский князь Изяслав Мстиславич наказывал Ростиславу Юрьевичу: «иди въ Божьскый, постерези землѣ Руской оттолѣ».
Через Божский шёл торговый путь из Галича в Киев. Город стал центром Божской волости, которая переходила из рук в руки тех или иных младших Рюриковичей. В процессе дальнейшего феодального дробления в начале XIII века из неё выделилась Межибожская волость. Окрестные уделы стали в совокупности называться Болоховской землёй, достаточно независимой от Киева.
Божский, наряду с болоховскими городами Деревич, Губин, Кобудь, Кудин и Дядьков, был сожжён в 1241 году князем Даниилом Галицким в отместку за поддержку болоховскими князьями монголов и его соперника, черниговского князя Ростислава Михайловича.
Сегодня это, возможно, городище в селе Сусловцы Летичевского района Хмельницкой области, либо городище в урочище Город Богов близ села Божиковцы Деражнянского района Хмельницкой области.